# Светлый эль

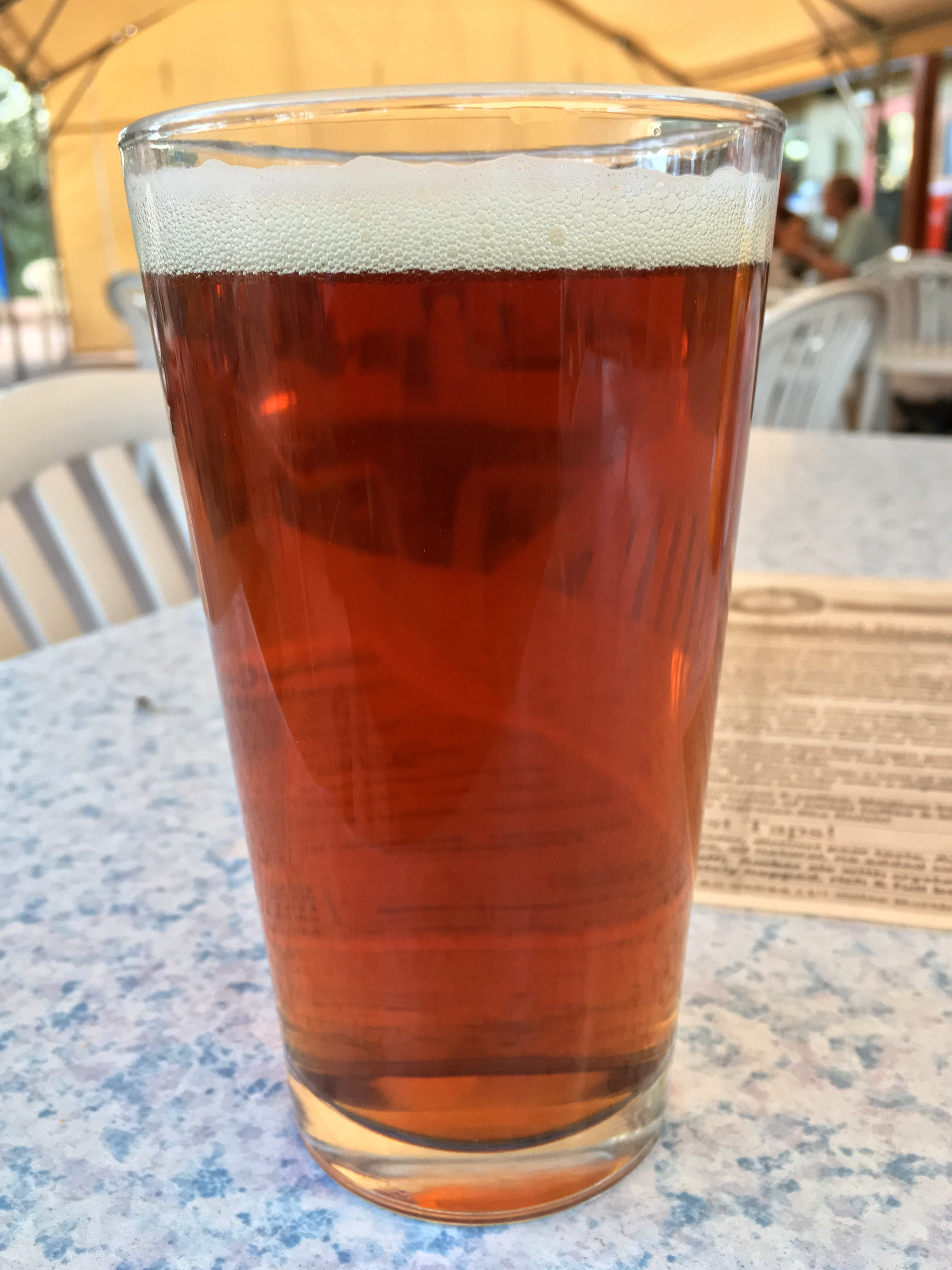
Стакан

Светлый эль (англ. pale ale; в переводе с англ. — «бледный эль») — это обычно золотистый или янтарный сорт эля, который варится с использованием элевых дрожжей и преимущественно светлого солода. Впервые этот термин появился около 1703 года для пива, приготовленного из солода, высушенного с помощью высокоуглеродистого кокса, что привело к более светлому цвету по сравнению с другими сортами пива, популярными в то время. Различные методы пивоварения и количество хмеля привели к появлению целого ряда вкусов и крепостей в семействе бледных элей.

## Вкус и цвет
Обычно под обозначением Pale понимают светлую окраску какого-либо пива, а в случае с элем — некое светлое пиво, полученное методом верхового брожения и содержащее небольшое количество углекислоты.
В данном случае это не совсем верно: применительно к этому пиву понятие Pale возникло для отличия сортов, производимых в городе Бертон-апон-Трент, от тёмного портера (Porter) и ещё более тёмного стаута (Stout) — по сравнению с последними двумя, пиво цвета бронзы или даже меди кажется светлым.
В отличие от биттера (Bitter), терпко-горьковатого пива, обычно хранящегося и транспортируемого в бочках, пейл-эль сегодня чаще разливается и «созревает» в бутылках. В этой форме пиво, как правило, получается более пряным и более высокого качества. Для его изготовления используется особый солод, который придаёт продукту не светлый, а, скорее, бронзовый оттенок.
Наиболее знаменит пейл-эль, сваренный в Бертоне и его окрестностях, а также в Тадкастере.

## За пределами Англии
Пейл-эль с давних пор является одним из главных сортов английского пива, так как при его изготовлении применяется больше хмеля, что в прошлом позволяло пиву лучше переносить длительную транспортировку в отдалённые колонии Британской империи.
Помимо Великобритании, пейл-эль производится в небольших пивоварнях США и Канады. Ранее американский пейл-эль разливался из бочек, в настоящее время всё большее количество напитка реализуется в бутылках. Широкое распространение в Северной Америке (как в малых пивоварнях, так и в массовом производстве) приобрёл индийский пейл-эль (India Pale Ale), которому свойствен упор на хмелевую составляющую.
Бельгийские пивоварни используют для сортов светлого пива, произведённых методом верхового брожения, маркировку «Blonde Ale».

## Стили

### Янтарный эль

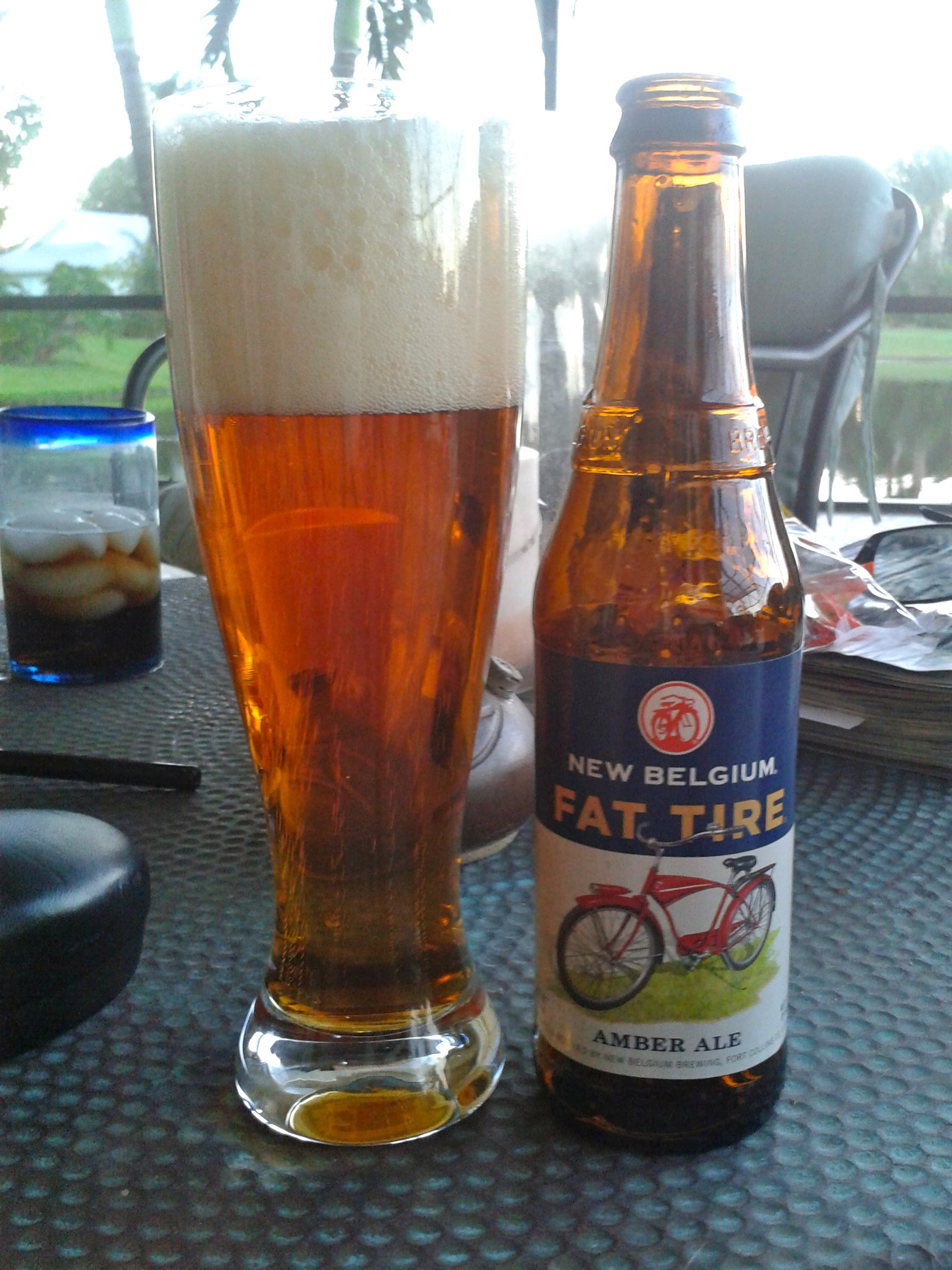
Янтарный эль

Компания Collier Brothers of London подала заявку на регистрацию торговой марки The Amber Ale в Великобритании в 1876 году, и эта торговая марка сохранялась, меняя владельцев, пока не истекла в 2002 году. Это был «чистый деликатно хмельной бледный эль», расположенный между легким биттером и IPA. После истечения срока действия торговой марки некоторые традиционные британские биттеры были переименованы в янтарные эли, в некоторых случаях, чтобы отличить их от золотых элей, продаваемых под той же маркой, например, Shepherd Neame Spitfire.